# Слюсарь, Юрий Борисович
Ю́рий Бори́сович Слю́сарь (род. 20 июля 1974, Ростов-на-Дону) — российский государственный деятель. Временно исполняющий обязанности Губернатора Ростовской области с 4 ноября 2024 года. Действительный государственный советник Российской Федерации 2 класса. Кандидат экономических наук.
Президент, председатель правления, член совета директоров «Объединённой авиастроительной корпорации» (2015—2024).

## Биография

### Происхождение
Родился 20 июля 1974 года в Ростове-на-Дону. Отец — Слюсарь Борис Николаевич (1942—2015), генеральный директор авиастроительной компании Роствертол с 2000 по 2014.
В 1996 году окончил юридический факультет Московского государственного университета им. М. В. Ломоносова.

### Карьера
С 1996 — генеральный директор многопрофильной компании ООО «Фирма „ЮБС“». С 1999 — генеральный директор звукозаписывающей компании ООО «Монолит-АБК».
В 2003 году окончил аспирантуру Академии народного хозяйства при Правительстве РФ.
С 2003 — глава продюсерского центра «Монолит». С 2003 по 2007 — коммерческий директор ОАО «Роствертол». С 2005 — руководитель комитета вертолётных программ ОАО «Объединённая промышленная корпорация „Оборонпром“» (до 2007 года совмещал с должностью коммерческого директора ОАО «Роствертол»).
В 2007 году в Южном федеральном университете защитил диссертацию по специальности «Управление в социальных и экономических системах (экономические науки)». Тема диссертации — «Кибернетический подход к управлению корпоративной системой». Научный руководитель доктор технических наук, профессор Н. Н. Лябах.
С 2009 — помощник министра промышленности и торговли Виктора Христенко. С октября 2010 — директор Департамента авиационной промышленности Министерства промышленности и торговли. В 2011—2013 годах — член совета директоров ОАО «Корпорация „Иркут“». С мая 2012 — заместитель Министра промышленности и торговли в кабинете Дениса Мантурова. Курировал авиационную и радиоэлектронную промышленность. С июня 2013 года член Совета директоров ОАО «Объединённая промышленная корпорация „Оборонпром“». С сентября 2014 г. — член Совета директоров холдинга «Авиационное оборудование» и член коллегии Военно-промышленной комиссии РФ.
С января 2015 — президент публичного акционерного общества «Объединённая авиастроительная корпорация».

## Губернатор Ростовской области
4 ноября 2024 года назначен Владимиром Путиным временно исполняющим обязанности Губернатора Ростовской области.

## Семья и личная жизнь
Женат, воспитывает двоих детей.
Президент конкурса молодых исполнителей «Пять звёзд» (Сочи; 2006, 2007). Совладелец продюсерского центра «Монолит» (в 2013 году владел 79,2% акций).
Акционер ЗАО «Торгово-Строительная Компания ЮСС» (владеет пакетом в размере 85% акций). Соучредитель компании ООО «Вертолэкспо», предоставляющей торговые площади в Ростове-на-Дону.

## Награды и звания
- Действительный государственный советник Российской Федерации 3 класса (7 октября 2013)[7].
- Действительный государственный советник Российской Федерации 2 класса